# Phantasy Star IV
Phantasy Star IV ist der vierte Teil der Rollenspielsaga von Sega. Das Spiel erschien 1993 (Deutschland: 1995) für das Sega Mega Drive.
Es handelt sich dabei um den letzten Teil im klassischen, rundenbasierten Rollenspielsystem – die Serie wurde anschließend mit Phantasy Star Online in Echtzeit, als Mehrspielerspiel mit Onlinefähigkeit und in 3D fortgesetzt.

## Handlung
PSIV erzählt eine epische Geschichte, die im selben Sonnensystem, dem Algo-Solar-System, wie die Vorgänger spielt. Nach einer Serie von Katastrophen wurde das Managementsystem des Sonnensystems, "Mother Brain", zerstört, und auch der erste Planet Parma. 1000 Jahre später erholt sich die Zivilisation von Algo, es werden wieder Fortschritte erzielt, und alte Technologien werden wiederentdeckt. In dieser mittelalterlichen Welt, auf dem zweiten Planeten des Systems, Motavia, beginnt die Story.
Alys Brangwin, ein weiblicher Hunter (eine sehr angesehene Berufsgruppe von Jägern, die mit den Monstern dieser Welt kurzen Prozess machen und Aufträge von anderen Leuten ausführen), akzeptiert gerade ihren 16-jährigen Lehrling als gleichberechtigten Partner. Ihr erster gemeinsamer Auftrag in dieser Konstellation führt sie zur Akademia von Piata.
Dort erfahren sie vom Verschwinden eines Professors, den sie anschließend suchen gehen. Leider wurde dieser von Zio, einem schwarzen Magier, versteinert. Dieser hat auf dem elektronischen Nervensystem des Planeten ein Fort errichtet und tyrannisiert von dort aus den ganzen Planeten. Also muss ein Weg gefunden werden, Zio das Handwerk zu legen. Dies gestaltet sich allerdings sehr schwierig, und so fällt ihm Alys zum Opfer. Nach ihrem Tod schaffen es Chaz, Rune und Co. aber schließlich doch noch, Zio zu vernichten. Kurz vor seinem Tod erwähnt Zio noch eine höhere Macht namens "Dark Force". Schnell wird klar, dass diese der eigentliche Feind sein muss.
Dark Force wird schließlich im Nurvus vernichtet, aber die Systeme lassen sich trotzdem nicht unter Kontrolle bringen. Also macht man sich mit einem Raumschiff auf den Weg zum Kontrollsatelliten. Da das Raumschiff aber sabotiert wurde, stürzt man stattdessen auf dem dritten Planeten Dezolis ab. Im Anschluss folgen zwei weitere Begegnungen mit Dark Force, der anscheinend nicht endgültig vernichtet werden kann. Rune, der sich als Inkarnation des heiligen Lutz entpuppt, führt sie nach einem Zwist mit Lashiec, einem alten Feind, auf die Spur von Rykros, einem unsichtbaren vierten Planeten des Algol-Systems. Dort erfahren sie von einer Kreatur namens "Le Roof of Rykros", dass das Algol-System in Wirklichkeit ein Siegel ist, welches das ultimative Böse, "Profound Darkness", in Gefangenschaft halten sollte. Da das Siegel aber alle tausend Jahre durch eine bestimmte Konstellation eine Schwachstelle hat, konnte vor tausend Jahren Parma zerstört werden. Das Siegel wurde schwächer, und somit ist jetzt die Gelegenheit da, es komplett zu zerstören. Die einzige Abhilfe ist, in die Dimension der "Profound Darkness" einzudringen und es endgültig zu vernichten. Dies wird dadurch erleichtert, dass sich auf Motavia ein Eingang zu dieser Dimension auftut.

## Schauplätze

### Parma
Parma ist der erste Planet des Algol-Sternensystems. Er wurde vor 1000 Jahren zerstört. An seiner Stelle befindet sich nur noch ein Trümmerfeld in Form eines Asteroidengürtels. Einige Bewohner Parmas sind auf die beiden anderen Planeten geflohen und haben sich dort neue Zivilisationen aufgebaut.

### Motavia
Motavia ist der Heimatplanet von Chaz und Alys. Er ist erdähnlich, hat große Ozeane, Wüsten-, Berg- und Waldlandschaften. Die meisten Dörfer und Städte werden von Nachfahren der Bewohner von Parma bewohnt, es gibt aber auch ein paar Dörfer mit Motavianern, wie z. B. Tonoe. Daneben gibt es einige Hi-Tech-Gebäude wie das Nervensystem Nurvus, das Bio-Plant, aus dem Rika stammt, oder das Platesystem, das Erdbeben verhindern soll. Die erwähnenswertesten Städte sind Piata, eine Universitätsstadt, Aeido, eine Stadt mit einem großen Einkaufszentrum, und dem Hauptsitz der Hunter, und Kadary, ein Dorf, indem die Bewohner Zio verehren. Weitere wichtige Gebäude sind der Ladea Tower, ein riesiger Turm, der magische Artefakte beherbergt, und Zios Fort, die Heimat von Zio.

### Dezolis
Dezolis ist der dritte Planet. Er ist weiter von der Sonne entfernt, und somit herrscht auf Dezolis ein ewiger Winter. Zusätzlich sind die Bewohner in letzter Zeit von extremen Schneestürmen geplagt, die erst nach der Zerstörung des Garuberk Tower ein Ende finden. Neben ein paar Dörfern, die von Parma-Flüchtlingen bewohnt werden, haben die eigentlichen Bewohner von Dezolis viele Dörfer errichtet. Sie sind sehr religiös, und so überrascht es nicht, dass die wichtigsten Gebäude das "Esper Mansion", die Heimat der Esper-Magier, und der Gumbious-Tempel sind. Letzterer wird im Laufe der Geschichte zerstört. Auch auf Dezolis gibt es einige Hi-Tech-Gebäude, wie das klimakontrollierende Climcenter, oder das Weapon-Plant, eine Waffenfabrik.

### Rykros
Rykros ist der unsichtbare vierte Planet des Systems. Er hat eine stark elliptische Umlaufbahn, wodurch er sich nur alle Tausend Jahre den anderen Planeten annähert. Dörfer gibt es auf Rykros keine, nur der Wächter "Le Roof" und seine Untertanen bewohnen Rykros, der komplett aus Kristallstrukturen besteht. Neben der Heimat von "Le Roof", dem Silence Temple, gibt es noch drei Türme.

## Charaktere

### Chaz Ashley
Chaz, die Hauptfigur von Phantasy Star IV, ist ein Hunter und Schüler von Alys. Nach ihrem Tod ist er fest entschlossen, Dark Force zu besiegen, befürchtet aber im Verlauf des Spiels immer mehr, nur ein Spielball höherer Mächte zu sein. Erst als das magische Schwert Elsydeon ihn allein als Träger akzeptiert, nimmt Chaz sein Schicksal an und bekämpft "Profound Darkness".

### Alys Brangwin
Alys ist ein bekannter und erfolgreicher Hunter, und außerdem die Lehrmeisterin von Chaz. Auf ganz Motavia scheint man sie überall zu kennen, und zu respektieren. Sie fällt relativ früh im Spiel der schwarzen Magie Zios zum Opfer.

### Rune Walsh
Rune ist einer der wenigen Menschen auf Motavia, die noch richtige Magie beherrschen. Er scheint eine gemeinsame Vergangenheit mit Alys zu haben. Während des Aufenthaltes in Dezolis stellt sich heraus, dass Rune die inzwischen fünfte Reinkarnation des Magiers Lutz (aus Phantasy Star) ist. Eine seiner Lieblingsbeschäftigungen innerhalb der Gruppe ist es, Chaz mit seinen Sprüchen auf die Palme zu bringen.

### Hahn Malay
Ein weiterer Charakter, mit welchem man gleich zu Beginn Bekanntschaft macht und welcher sich der Gruppe anschließt ist Hahn, ein Gelehrter an der Akademie von Piata. Die Suche nach seinem Professor und die Angst davor, alleine gegen die Monster nicht bestehen zu können, macht sich Alys gebührenpflichtig zunutze, um ihn an die Gruppe zu binden. Hahn ist ein Techniker, das heißt er verwendet im Kampf künstliche Magie. Da er allerdings eine Frau hat, verlässt er die Gruppe wieder und kehrt nur zum finalen Kampf zurück.

### Gryz
Gryz ist ein Motavianer, ein Ureinwohner des Planeten Motavia, welche dafür bekannt sind, metallischen Müll zu sammeln. Ebenso ist er einer der letzten Überlebenden aus seinem Heimatdorf, welches von Zio zerstört wurde und bei welchem seine Eltern ums Leben kamen. Aus diesem Grund hilft er Chaz und der Truppe Zio zu vernichten. Nachdem dies gelungen ist, verlässt er die Truppe wieder, da er auf seine kleine Schwester aufpassen muss. Im Kampf verlässt er sich auf seine Rohe Kraft und sein Können mit der Axt. Demzufolge besitzt er nur sehr wenig Skills.

### Rika
Im Bioplant auf Motavia trifft die Gruppe auf Rika, die von Prof. Holt entdeckt wurde. Sie ist ein Numan, eine künstlich erschaffene Spezies, wie Nei aus Phantasy Star 2. Sie kämpft mit scharfen Klauen und besitzt eine katzenartige Agilität. Rika ist der zweite Hauptcharakter hinter Chaz, gefolgt von Rune und Wren. Da sie nur das Leben im Biosystem kannte, sind ihr böse Eigenschaften fremd und sie besitzt ein überaus gutes (und naives) Herz. Neben ihren Kampfkünsten kennt sie auch gute Heil- und Verstärkungsmagie. Am Ende werden sie und Chaz ein Paar.

### Demi
Der Administrator der Systeme von Motavia ist Demi, ein kleiner weiblicher Androide. Sie hilft der Truppe so manche Naturgefahren in und außerhalb Motavias zu überstehen, indem sie stets ein neues Gefährt bereithält. Für eine kurze Zeit begleitet sie auch die Truppe, um Zio vernichten zu können, und schließt sich erst wieder in der finalen Schlacht an.

### Wren
Demis Meister ist ein sehr großer und kräftiger Droide, der auf einem Satelliten im Orbit von Motavia seine Aufgaben erfüllt. Nach der Schlacht gegen Zio schließt er sich der Gruppe an, um gegen Dark Force vorgehen zu können, da er dessen Schaffen als Ursache für so manchen Defekt in den Systemen von Algol befürchtet. Wren ist ausgesprochen ruhig und kann wie Demi nur durch Upgrades seine Skills steigern. Als vierter Hauptcharakter bleibt er bis zum Ende in der Truppe.

### Raja
Als das Raumschiff der Truppe hinterrücks sabotiert wird, sind sie gezwungen auf Dezolis zu landen...und auf Rajas Tempel. Der alte sarkastische Priester möchte daraufhin die Truppe begleiten, um ein Abenteuer zu erleben, hat man ihn doch wegen seiner nervigen Art aus dem Gumbous Tempel geworfen. Raja ist ein Dezolianer, die Ureinwohner von Dezolis. Im Gegensatz zu Teil 2 sind sie euch hier gut gesinnt und leben Seite an Seite mit den Menschen. Raja hat wenig Körperkraft und nutzt wie Rune nur Zauberei. Diese jedoch um zu heilen und zu stärken, worin er im gesamten Team unübertroffen ist.

### Kyra Tierney
Die "große Schwester" ist eine Esperin und lebt auf Dezolis. Als dort eine Seuche ausbricht, macht sie sich allein auf den Weg zum Garuberk Turm um die Quelle des Übels zu bekämpfen. Kyra ist sprachlos, als sie erfährt, dass der von ihrer Sippe verehrte Lutz (Rune) sich in eurem Team befindet. Wie Hahn ist sie halb Magier, halb Kämpfer, weiß als Esper jedoch richtige Magie zu nutzen – zum Angreifen, Heilen und Verstärken.

### Seth
Dieser überaus freundliche Archäologe bittet Chaz und sein Team ihn zum Soldier-Tempel auf Motavia zu begleiten. Lange soll sein Aufenthalt in der Truppe jedoch nicht dauern – schon auf dem Weg zum Tempel stellt sich heraus, dass Seth ungewöhnlich finstere Magie kennt. Nachdem die Weggefährten den Soldier-Tempel betreten und dort das Aero-Prism ergattern, zeigt Seth seine wahre Gestalt, Dark Force.

## Wichtige Feinde

### Zio, der schwarze Magier
Zio ist ein schwarzer Magier, der Dark Force dient. Er hat sein Fort auf Nurvus errichtet, u. a. Demi gefangen genommen, Molcum zerstört und dabei Gryz' Eltern getötet. Im Verlauf des Spieles fällt ihm auch Alys zum Opfer.

### Dark Force, der König des Terrors
Dark Force ist ein böses Etwas, das von Zio als Gott verehrt wird und die Zerstörung des Lebens im Algo-System will. Schon in den vorhergehenden Teilen stellte sich Dark Force immer wieder als End-Bösewicht heraus. Es selbst ist ein Teil der Profound Darkness und wird von ihr alle 1000 Jahre geschickt, um das Siegel zu brechen. Es existiert in mehreren Inkarnationen, drei werden im Laufe der Handlung vernichtet.

### Lashiec
Lashiec wurde bereits vor 2000 Jahren von Lutz und dem Team um Alis besiegt. Er kehrt nun als Zombie zurück, um sich an Rune, der Inkarnation von Lutz, zu rächen. Dazu lockt er ihn in sein Luftschloss im Trümmerfeld des zerstörten Planeten Parma, wo er seit Ewigkeiten darauf wartet, ihn töten zu können.

### Profound Darkness
Die "abgrundtiefe Dunkelheit" ist das Böse schlechthin im Algo-System. Es muss zerstört werden, da sonst Dark Force immer wiederkehren wird. Dazu begibt sich die Party für den finalen Kampf in "the Edge", ein Übergang zur Dimension der Profound Darkness.

## Spielsystem
Phantasy Star IV ist ein rundenbasierendes Rollenspiel. Die Kämpfe finden nicht in der eigentlichen Landschaft statt, sondern als Zufallsbegegnungen auf einem eigenen Bildschirm. Man durchquert Dungeons, sammelt Erfahrungspunkte und Geld durch das Töten von Monstern, kauft in Dörfern neue Ausrüstung oder findet sie in Schatzkisten. Die meisten Charaktere haben auch magische Fähigkeiten. Eine Besonderheit des Spieles sind die Skills, Fähigkeiten, die zwar keine Magiepunkte kosten, die aber zwischen den Übernachtungen nur eine bestimmte Anzahl oft ausgeführt werden können.
Im Laufe des Spiels erlangt die Truppe mehrere Fahrzeuge. Dazu gehören der Land Rover, mit dem man den Treibsand auf Motavia überqueren kann, der Ice Digger, ein stark gepanzertes Fahrzeug, das sich auf Dezolis durch die Eisblöcke graben kann, der Hydrofoil, ein schnelles Luftkissenfahrzeug, das auch auf Wasser fährt, und die Landale, eine Raumfähre.
Im Gegensatz zu seinen Vorgängern, die bereits 6–8 Jahre zuvor erschienen waren, weist Phantasy Star 4 dank der fortgeschrittenen Technik eine sehr gute Spielweise auf und besticht durch unzählige Nebenaufgaben und Gimmicks, welche dem Spiel einen hohen Wiederspiel-Faktor geben. So erfährt der Spieler, über das Schicksal von so mancher Phantasy-Star-Figur aus den Vorgängern, trifft alte Bekannte wie die Rappys und die Myaus, kämpft Seite an Seite mit sämtlichen Rassen des Algol-Systems und darf eine lange Liste Nebenaufgaben in der Huntersguilde abarbeiten.

## Veröffentlichungen
Phantasy Star IV wurde ursprünglich für Mega Drive veröffentlicht. Es folgten Veröffentlichungen als Download für Virtual Console der Nintendo-Spielkonsole Wii und für Windows. Daneben wurde es als Teil der Spielesammlung Phantasy Star Collection für Sega Saturn, als Teil der Sega Mega Drive Collection (US-Titel: Sega Genesis Collection) für PlayStation 2 und PlayStation Portable und als Teil der Sammlung Sega Mega Drive Ultimate Collection (US-Titel: Sonic's Ultimate Genesis Collection) für PlayStation 3 und Xbox 360 veröffentlicht.